# Lo Torronyáu
Lo Torronyáu va ser un setmanari satíric manresà de tendència liberal i escrit en català però sobretot anticlerical. La publicació va néixer el 25 de juliol de 1885 i va desaparèixer el 2 d'abril de 1887 publicant-se un total de 87 números. A la capçalera hi consta el lema: «Repicarà cada setmana al menos. Cada número 2 cuartos y bon profit» tot i que a partir del número 10, el lema es canvià per «Periòdich Polítich y de la encesa. Trampas capellanescas. Interessos generals. Arts y Ciències».

## Història

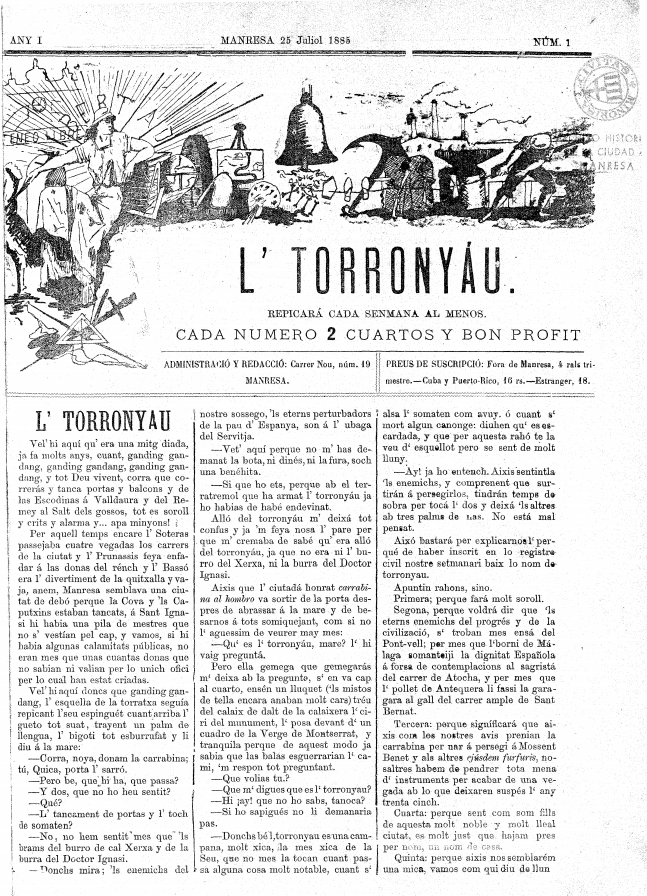
Primer número de Lo Torronyáu

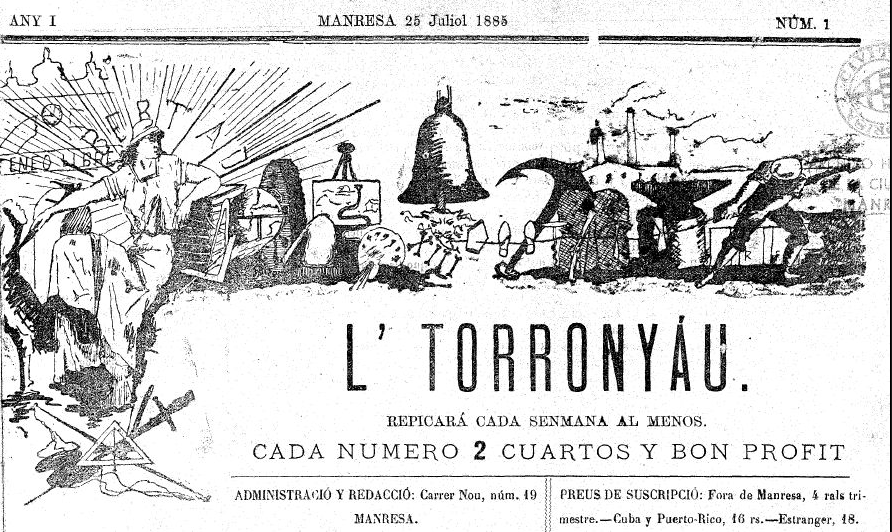
Primera Capçalera de Lo Torronyau

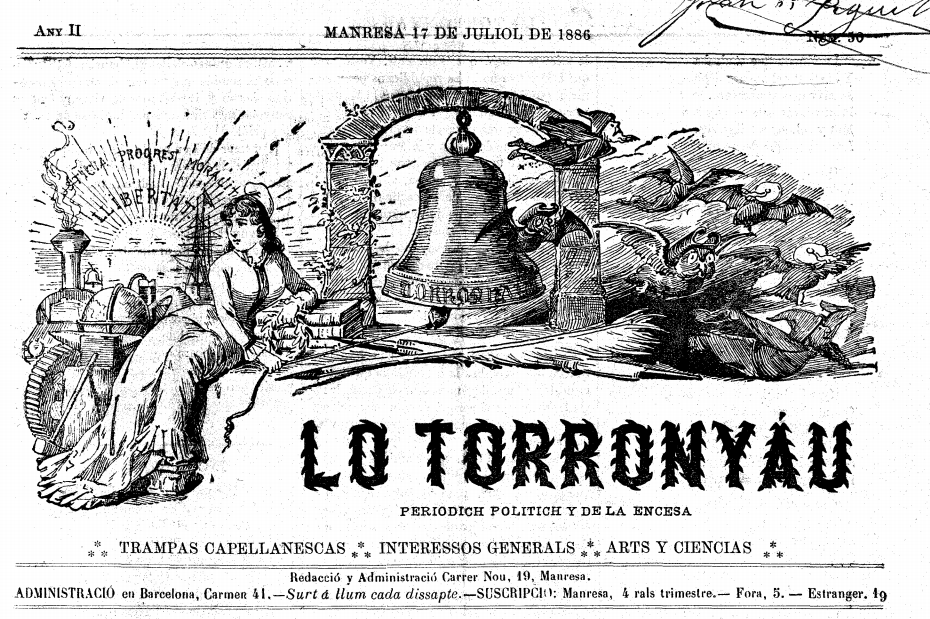
Segona Capçalera de Lo Torronyau

Es desconeix l'origen i fins i tot el director de la publicació tot i que el redactor més destacat era Maurici Fius i Palà, figura il·lustre de la ciutat de Manresa director de El Eco Posibilista. També era redactor i col·laborador d'altres diaris i setmanaris de Catalunya i l'estat espanyol. El perfil del setmanari és completament liberal. A finals del segle xix i en un context d'inestabilitat política a Espanya (La Restauració: 1875-1923), els liberals creien en el progrés i la industrialització com a eina per fer sortir l'estat de la foscor de la monarquia borbònica absolutista i feudal. S'emmirallaven en l'estat democràtic, laic i constitucional francès.
Al llarg dels 87 números de la publicació, es parla de política espanyola, s'aplaudeix el possible avenç federalista que proposava Francesc Pi i Margall i es decanta més pel catalanisme que per l'espanyolisme tot i que passa pel tema de puntetes. Ara bé, la tendència més marcada de la publicació és la lluita anticlerical i el rebuig profund vers la religió (per context el catolicisme) i la institució de l'Església.
El to és de burla, i el llenguatge sol ser irònic i sarcàstic.
El títol fa referència a una campana petita situada al campanar de la Seu de Manresa (Col·legiata Basílica de Santa Maria de Manresa) que només repicava per alertar de la presència d'enemics. Així, es donava temps als ciutadans de preparar-se davant d'un possible atac. En el primer número, s'explicava el perquè del nom i la intenció del setmanari:
«Primera, perquè farà molt soroll. Segona, perquè voldrà dir que ‘ls eterns enemichs del progrés y de la civilització s' troba mes en sa del Pont-Vell [...]. Tercera, perquè significarà que aixis com los nostres avis prenian la carrabina per nar à persegi à Mossent Benet y als altres ejúsdem fururis, nosaltres habem de prendrer tota mena d'instrumens per acabar d'una vegada ab lo que deixaran suspès l'any trenta cinch. Cuarta, perquè sent com sóm fills d'aquesta molt noble y lleial ciutat, és molt just que hajam pres per nom, un nom de casa».
El final és igual de sobtat que el naixement: Al número 87 s'hi avançaven aspectes del següent número 88, però el fet és que mai va arribar a publicar-se. No obstant, enmig de les cartes hi ha un breu que pot donar a entendre que a partir d'aleshores es continua l'activitat de Lo Torronyáu dins del paraigües de la revista la Montanya, que s'edita des de Barcelona.

## Contingut i aspectes formals
A grans trets, el contingut són textos referents a l'actualitat (espanyola, catalana i manresana i del Bages) en format llarg o breus de 3-5 línies a una sola columna. També hi ha poesia i jocs de paraules com endevinalles, acudits i d'altres passatemps. La seva acollida entre els manresans de seguida supera les expectatives dels redactors:
«La veritat es que LO TORRONYAU tenia pensat no tenir cap recalcada, però jo no sé sí ho fàrà la calor ó què, la cuestió es que ‘ns vàrem escalfar de tal manera en veure la bona acollida que habia tingut nostra publicació, que determinarem introduir en ella millores que estaban al nostre alcans».

### Seccions

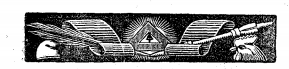
Grafisme que solia acompanyar l'editorial de Lo Torronyáu

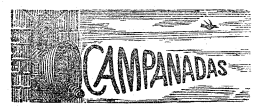
Grafisme que encapçalava la secció Campanadas

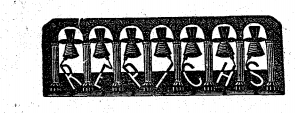
Grafisme que encapçalava la secció Repich

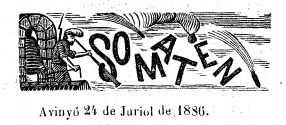
Grafisme que encapçalava la secció Somaten

Primera pàgina/ Portada: Sol obrir la revista un escrit llarg que equivaldria a les editorials actuals on un dels principals redactors parla d'algun fet d'actualitat política tant local com espanyola sempre des d'un punt de vista satíric. Durant el primer any se centren en contestar els atacs per part de l'Església i els Ajuntaments del Bages en contra de la revista. En una segona etapa es parla més de política espanyola coincidint amb la mort d'Alfons XII i l'agitació política que el fet comportà. Solen firmar-lo Lo Campaner, Lo Barber del Born i Adan y Compañia.
Segon pàgina: Duu poemes llargs i altres textos de columna o columna i mitja.
Tercera pàgina: És on hi ha els escrits breus de 4 o 5 línies. Hi ha seccions com «Campanadas», «Repichs» i «Somaten». Totes tres són breus que fan referència actes que se celebraran o que ja s'han celebrat, a incidències referents a la mateixa publicació o a crítica, burla i escarni de l'església, la religió i la política conservadora de la ciutat i del país. També parla de ciutadans destacats de l'època a Manresa i es mofen de l'alcalde Oms i de Prat a qui anomenen Manelet. El Somaten conté les mateixes temàtiques però fa referència a poblacions de la resta del Bages.
Quarta pàgina: És on hi apareixen els passatemps. En els dos primers números hi ha una vinyeta referent a un tema d'actualitat però a partir del tercer número ja hi ha jocs de paraules, acudits, passatemps diversos, anuncis i esqueles de broma i un apartat on es dona gràcies als col·laboradors que envien escrits des de fora de Manresa. La secció s'anomena Correspondència. Les altres seccions poden dur títol («Cantars», «Xarada», «Epígramas», «Geroclífich», «Extrems», «Epitafis», «Anuncis», «Conte» o «L'endevinalla») o no dur-ne com alguns poemes i narracions.

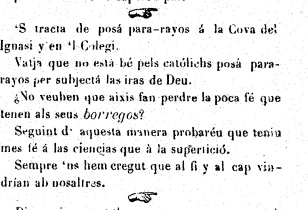
Exemple de la icona de la mà

## Aspectes tècnics

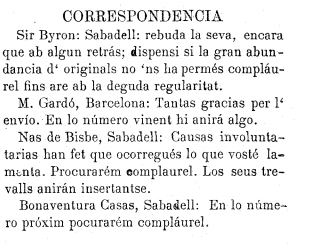
Anunciaven continuïtat malgrat ser el darrer número

Imprempta “El Progreso”. Carrer Nou, Núm 19.
Quatre pàgines a tres columnes, format 365 x 265 mm, 
A l'arxiu comarcal del Bages
Les columnes se separen per un filetejat prim vertical i les seccions se separe per un doble filetejat horitzontal. Cada notícia breu va separada de l'anterior per la icona d'una mà de perfil que assenyala la dreta.

## Redactors
Es desconeixen els noms dels redactors, però en un article de Lo Torronyau on es parla d'una multa als tres redactors de Lo Torronyau per anar contra la moral, els anomena: «Frare», «Guilla» i «Barber del Born».
No obstant qui sol signar les peces importants solen ser: 
«Lo campaner», pseudònim de Bartomeu Carcassona i Garreta (Barcelona, 1830-1888). Era més conegut pel pseudònim de Rosa o Roser Pic de Aldawala. A més d'escriptor teatral i de la seva participació en premsa, també era actor i director de teatre. Escrivia amb el mateix pseudònim també pel periòdic La Campana de la Unió. A Lo Torronyáu escrivia la primera plana, a dues columnes i mitja de les tres de la publicació. Era el text més important i equivaldria a l'editorial actual.
«Lo Barber del Born», «Adan y Compañia», «J.P.R. Revolucionari» i «Pere, Pau i Berenguera», són redactors que juntament amb «Lo Campaner», escriuen la primera plana de la publicació dedicada a la crítica o la sàtira d'actualitat. Es desconeix qui hi ha sota els pseudònims i potser són la mateixa persona amb molts sobrenoms, ja que a l'editorial sempre es parla de tres redactors.
M. FIUS i PALÀ- Advocat i Alcalde de Manresa durant els biennis 1902-1903, 1910-1911 i 1914-1915. Com a periodista, a més de ser redactor per Lo Torronyau, va dirigir El Nuevo Mensajero, de Vilanova i la Geltrúi Las Circunstancias de Reus. Va ser corresponsal per La Voz Montañera de Santander i també de La Publicidad durant les vagues de Manresa de 1890. Finalment va dirigir el Eco Posibilista, Manresa.

## Col·laboradors
Són redactors que envien els seus escrits a totes les publicacions satíriques del moment, des de qualsevol punt geogràfic. La majoria de col·laboradors també envien els seus escrits a publicacions com la Campana de Gràcia, la Torratxa, La Montaña o l'Esquellot, entre d'altres.
- Sixte REBORDOSA i COMAS, (Barcelona 1863- 1921) Escrivia sota el pseudònim de «Llamps-Brochs». Va ser també director d'una altra revista satírica de Manresa (La Llanterna) però sobretot se'l coneix pels Tenorios burlescos catalans de l'època, un tipus d'obres de teatre que barrejaven el català amb el castellà. Se'l coneix sobretot pel pseudònim.
- Manuel GARDÓ i FERRER, (València, juny de 1859 – Barcelona, 6 de setembre de 1896) Va ser vocal de la Junta directiva dels Cors de Clavé.
- , Josep ASPARAT(Barcelona, 1872-1907) firmava amb l'anagrama «J. Staramsa». També redactor d'altres revistes de l'època com La Tomasa, setmanari humorístic de Barcelona o el Cut- cut entre d'altres. També és l'autor de llibres curts i d'altres textos tots en clau humorística.
- , Josep BARBAT i MINGOT(Guissona, Segarra, 1865 - ?) Escrivia sota el pseudònim «Pepet del Carril». Telegrafista de ferrocarril a Barcelona i a Granollers, va col·laborar en tots els periòdics humorístics catalans de l'època i també a La Renaixença. Va dirigir La Tomasa i L'Avi, i va escriure comèdies (Sota terrat, Los papers de l'ama) i nombrosos sainets i monòlegs.
- JOSEP PLANAS. Firmava sota el pseudònim de Josep Nasplà. També escrivia per La Campana de Gràcia entre d'altres.
- Josep. MOLAS, Escrivia sota el pseudònim Gumersindo Bulasombras
- Jaume Tió i Noé. (Tortosa 1816-1844). S'amagava sota el pseudònim Tió de l'Infern.
- Joaquim Ayné i Rabell (Barcelona 1867 – 1936), comediògraf, poeta i periodista.

Col·laborà en periòdics de Barcelona, Reus, Sabadell, etc.; va aplegar els seus poemes en el volum Branquillons (1886). També va escriure comèdies curtes, algunes de to patriòtic. Exemples: Els amics porten fatics (1900), Un home de palla (1891) i un drama en tres actes: Lo joc (1899).
Altres col·laboradors assidus, que publicaven també sota pseudònim i de qui es desconeix la identitat real foren: «Arturo de Bellamata». També col·laborava amb l'Esquella de la Torratxa i la Campana de Gràcia. «Lo senyor de MArfil», «Descatolist» i «Místich». També publicaren a la Campana de Gràcia. Solen escriure poemes i versos vinculats o no amb l'actualitat però amb un punt d'humor. «Un Sagristà», «Un Capellà Mascle», «Juanito Català» i «Una Noya»